# Barbican Centre
Barbican Centre é um centro de arte situado em Londres (Reino Unido), no coração de Barbican Estate. Inaugurado em 1982, num local da cidade destruído por bombardeamentos na Segunda Guerra Mundial, é um dos maiores da Europa. No Barbican Centre há frequentes concertos de música clássica e contemporânea, representações teatrais, projeções de cinema e exposições de arte. Na sala de concertos têm sede a Orquestra Sinfónica de Londres e a Orquestra Sinfónica da BBC.

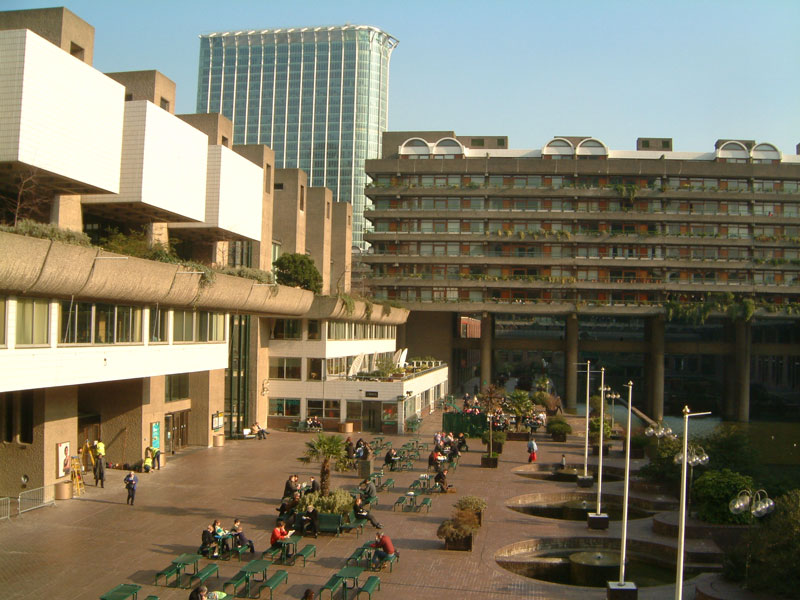
O Barbican Centre

O centro pertence à City of London Corporation, a terceira maior fundação de arte do Reino Unido. Foi construído em 1982 como "um presente da cidade à nação", ao custo de 161 milhões de libras. Segundo um inquérito feito pela BBC, o edifício recebeu a duvidosa honra de ser o mais feio de Londres.

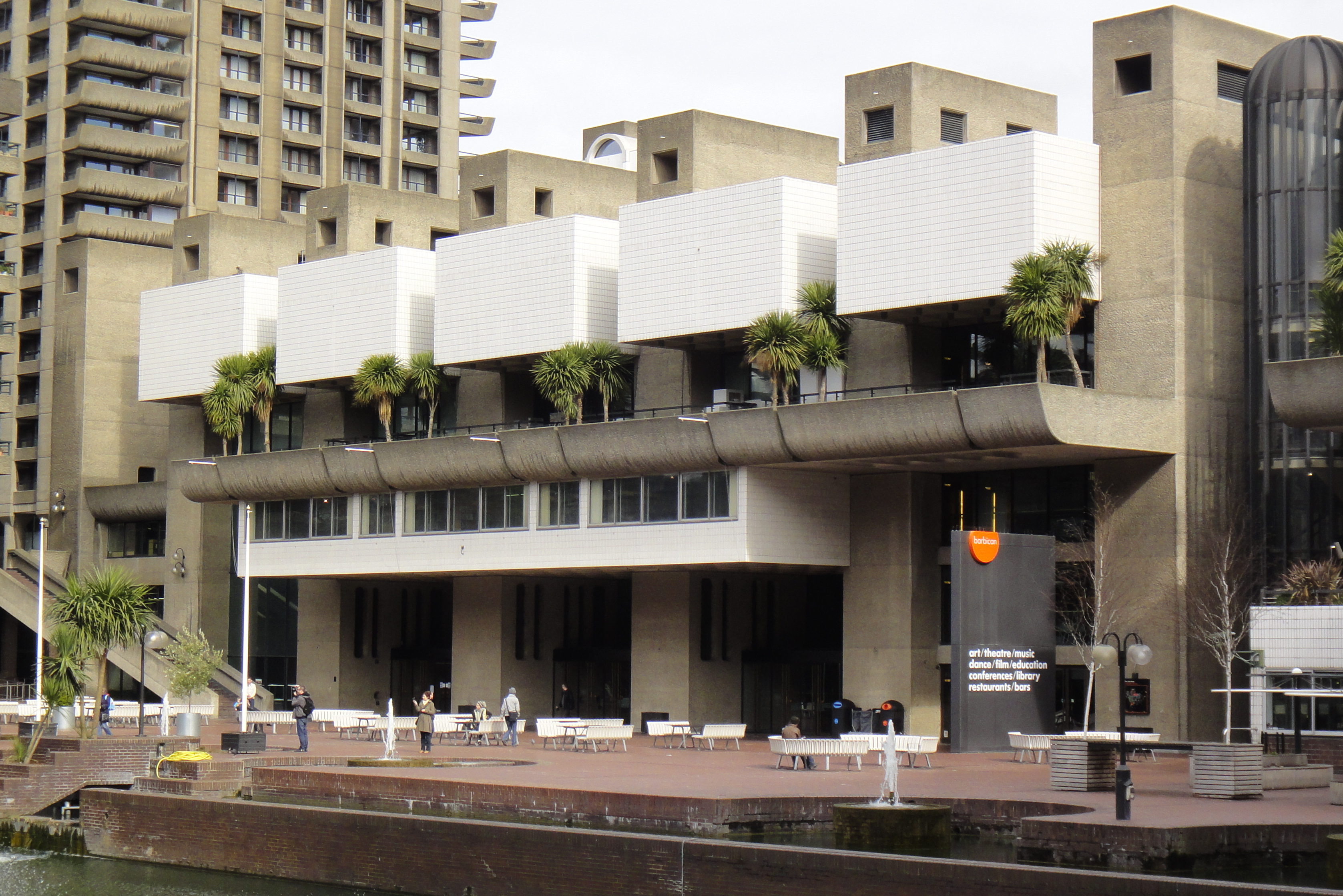
Barbican Centre

## Instalações
O centro conta com numerosas salas e espaços artísticos:
- Barbican Hall, sala de concertos para 1949 espectadores.
- Barbican Theatre, teatro de 1.166 lugares.
- The Pit, teatro flexível com capacidade para 200 assistentes.
- Barbican Art Gallery e pequeno anexo em forma de ferradura, Curve.
- Barbican Cinema, 3 salas de cinema de 288, 255 e 155 lugares.
- Espaços informais para atividades cénicas.
- 3 restaurantes.
- 7 salas de conferências e 2 espaços para exposições.

Perto do Barbican Centre, embora não integrados neste, ficam a Guildhall School of Music and Drama e a Biblioteca Barbican Municipal. Perto, em Aldersgate, fica o Museu de Londres.
O Centro é servido por uma estação do Metropolitano de Londres.